# Håvard Holmefjord Lorentzen
Håvard Holmefjord Lorentzen (* 2. Oktober 1992 in Bergen) ist ein norwegischer Eisschnellläufer.

## Werdegang
Lorentzen hatte seinen ersten internationalen Erfolg bei den Juniorenweltmeisterschaften 2010 in Moskau. Dort holte er die Goldmedaille in der Teamverfolgung. Im November 2010 startete er in Heerenveen erstmals im Weltcup und belegte dabei den 23. Platz über 5000 m, den 11. Rang in der B-Gruppe über 1000 m und den sechsten Platz in der B-Gruppe über 1500 m. Bei den Juniorenweltmeisterschaften 2011 in Seinäjoki gewann er die Bronzemedaille über 1500 m und die Silbermedaille in der Teamverfolgung. Im folgenden Jahr holte er bei den Juniorenweltmeisterschaften in Obihiro über 1000 m und in der Teamverfolgung jeweils die Goldmedaille und kam bei den Einzelstreckenweltmeisterschaften in Heerenveen auf den 24. Platz über 1500 m. In der Saison 2013/14 errang er im Weltcup über 1000 m mit vier Top-Zehn-Platzierungen den zehnten Gesamtrang. Zudem erreichte er im März 2014 in Heerenveen mit dem dritten Platz in der Teamverfolgung seine erste Podestplatzierung im Weltcup. Seine besten Platzierungen bei seiner ersten Olympiateilnahme im Februar 2014 in Sotschi waren der 11. Platz über 1000 m und der fünfte Rang in der Teamverfolgung. Bei der Sprintweltmeisterschaft 2015 in Astana belegte er den 13. Platz und bei den Einzelstreckenweltmeisterschaften 2015 in Heerenveen den 22. Platz über 1500 m und den 18. Platz über 1000 m.
Im folgenden Jahr lief Lorentzen bei der Sprintweltmeisterschaft in Seoul auf den 22. Platz und bei den Einzelstreckenweltmeisterschaften in Kolomna auf den 20. Rang über 1000 m. In der Saison 2016/17 erreichte er über 1000 m mit sieben Top-Zehn-Platzierungen den vierten Platz im Weltcup über 1000 m. Dabei kam er in Berlin erstmals mit den Plätzen drei und zwei jeweils über 1000 m im Weltcupeinzel aufs Podium. Im Januar 2017 wurde er bei der Mehrkampfeuropameisterschaft in Heerenveen Fünfter im Sprint-Mehrkampf. Im folgenden Monat belegte er bei den Einzelstreckenweltmeisterschaften in Gangwon den 22. Platz über 1500 m, den siebten Rang über 500 m und den sechsten Platz über 1000 m und gewann bei der Sprintweltmeisterschaft in Calgary die Silbermedaille. Zu Beginn der Saison 2017/18 holte er über 500 m in Heerenveen seinen ersten Weltcupsieg und errang dort zudem den dritten Platz über 1000 m und den zweiten Platz in der Teamverfolgung. Beim folgenden Weltcup in Stavanger siegte er über 500 m und über 1000 m und belegte in der Teamverfolgung erneut den zweiten Platz. Im weiteren Saisonverlauf wurde er in Calgary Dritter über 1000 m, und in Erfurt Zweiter über 1000 m und Erster über 500 m. Beim Saisonhöhepunkt, den Olympischen Winterspielen im Februar 2018 in Pyeongchang, gewann er Gold über 500 m, wobei er mit einer Zeit von 34,41 Sekunden einen neuen olympischen Rekord aufstellte. Vier Tage später holte er im Lauf über 1000 m knapp hinter Kjeld Nuis die Silbermedaille. Kurz darauf gewann er bei den Sprintweltmeisterschaften in Changchun seinen ersten WM-Titel. Beim Weltcupfinale in Minsk siegte er im Teamsprint und belegte über 1000 m den dritten Platz. Zum Saisonende gewann er den Gesamtweltcup und den Weltcup über 500 m. Im Weltcup über 1000 m wurde er Zweiter.
Nach Platz drei und eins über 500 m und Rang zwei im Teamsprint in Obihiro zu Beginn der Saison 2018/19, siegte Lorentzen in Tomaszów Mazowiecki im Teamsprint und belegte dort zudem über 500 m und 1000 m jeweils den dritten Platz. Bei der Mehrkampfeuropameisterschaft im Januar 2019 in Klobenstein holte er die Silbermedaille im Sprint-Mehrkampf. Bei den Einzelstreckenweltmeisterschaften 2019 in Inzell holte er die Silbermedaille über 500 m und errang zudem den vierten Platz über 1000 m. Ende Februar 2019 wurde er bei der Sprintweltmeisterschaft in Heerenveen Vierter. Die Saison beendete er auf dem fünften Platz im Weltcup über 1000 m und auf dem dritten Rang im Weltcup über 500 m. In der Saison 2019/20 wurde er Sechster im Weltcup über 1000 m und holte bei den Einzelstreckenweltmeisterschaften 2020 in Salt Lake City die Bronzemedaille im Teamsprint. Zudem errang er bei der Sprintweltmeisterschaft 2020 in Hamar den fünften Platz und gewann bei den Europameisterschaften 2020 in Heerenveen die Silbermedaille im Teamsprint. Nach Platz vier bei den Europameisterschaften 2021 in Heerenveen zu Beginn der Saison 2020/21, erreichte er mit fünf achten Plätzen und einen 12. Rang, den neunten Platz im Weltcup über 500 m und den siebten Platz im Weltcup über 1000 m. Beim Saisonhöhepunkt, den Einzelstreckenweltmeisterschaften 2021 in Heerenveen, wurde er Sechster über 500 m und Vierter über 1000 m.
Lorentzen wurde jeweils sechsmal norwegischer Meister im Sprint-Mehrkampf (2012, 2014, 2015, 2017, 2018, 2019) und über 1000 m (2012, 2015, 2017, 2018, 2019, 2021), viermal über 2 × 500 m (2015, 2016, 2017, 2018) und zweimal über 500 m (2019, 2021).

## Persönliche Bestzeiten
- 500 m: 34,28 s (aufgestellt am 10. März 2019 in Salt Lake City)
- 1000 m: 1:06,51 min (aufgestellt am 9. März 2019 in Salt Lake City)
- 1500 m: 1:44,45 min (aufgestellt am 15. November 2013 in Salt Lake City)
- 3000 m: 3:49,83 min (aufgestellt am 2. November 2013 in Salt Lake City)
- 5000 m: 6:39,99 min (aufgestellt am 7. November 2010 in Hamar)
- 10.000 m: 14:40,65 min (aufgestellt am 23. Februar 2013 in Hamar)

## Teilnahmen an Weltmeisterschaften und Olympischen Winterspielen

### Olympische Spiele
- 2014 Sotschi: 5. Platz Teamverfolgung, 11. Platz 1000 m, 16. Platz 1500 m, 32. Platz 2 × 500 m
- 2018 Pyeongchang: 1. Platz 500 m, 2. Platz 1000 m
- 2022 Peking: 3. Platz 1000 m, 15. Platz 500 m

### Einzelstrecken-Weltmeisterschaften
- 2012 Heerenveen: 24. Platz 1500 m
- 2015 Heerenveen: 18. Platz 1000 m, 22. Platz 1500 m
- 2016 Kolomna: 20. Platz 1000 m
- 2017 Gangwon: 6. Platz 1000 m, 7. Platz 500 m, 22. Platz 1500 m
- 2019 Inzell: 2. Platz 500 m, 4. Platz 1000 m
- 2020 Salt Lake City: 3. Platz Teamsprint, 4. Platz 1000 m, 15. Platz 500 m
- 2021 Heerenveen: 4. Platz 1000 m, 6. Platz 500 m

### Sprint-Weltmeisterschaften
- 2015 Astana: 13. Platz Sprint-Mehrkampf
- 2016 Seoul: 22. Platz Sprint-Mehrkampf
- 2017 Calgary: 2. Platz Sprint-Mehrkampf
- 2018 Changchun: 1. Platz Sprint-Mehrkampf
- 2019 Heerenveen: 4. Platz Sprint-Mehrkampf
- 2020 Hamar: 5. Platz Sprint-Mehrkampf

### Mehrkampf-Weltmeisterschaften
- 2022 Hamar: 1. Platz Teamsprint, 3. Platz Sprint-Mehrkampf

## Weltcupsiege

### Weltcupsiege im Einzel
| Nr. | Datum             | Ort        | Disziplin |
| --- | ----------------- | ---------- | --------- |
| 1.  | 10. November 2017 | Heerenveen | 500 m     |
| 2.  | 17. November 2017 | Stavanger  | 500 m     |
| 3.  | 17. November 2017 | Stavanger  | 1000 m    |
| 4.  | 21. Januar 2018   | Erfurt     | 500 m     |
| 5.  | 16. November 2018 | Obihiro    | 500 m     |

### Weltcupsiege im Team
| Nr. | Datum            | Ort                 | Disziplin    |
| --- | ---------------- | ------------------- | ------------ |
| 1.  | 18. März 2018    | Minsk               | Teamsprint 1 |
| 2.  | 9. Dezember 2018 | Tomaszów Mazowiecki | Teamsprint 1 |
| 3.  | 3. Dezember 2023 | Stavanger           | Teamsprint 2 |